# 皮捷利诺
皮捷利诺（羅馬化：Pitelino）是俄罗斯梁赞州的市级镇、该州皮捷利诺区行政中心及规模最大聚居地，地处梁赞州东部，位于州府梁赞东方。伏尔加河流域奥卡河一支流皮奥特河（Пёт）从该镇西北约3公里处流过。
该地2022年人口有1,866人；2010年人口2,257；2002年人口2,415；1989年人口2,742。